# Dalsinghsarai
Dalsinghsarai is een notified area in het district Samastipur van de Indiase staat Bihar. 

## Demografie
Volgens de Indiase volkstelling van 2001 wonen er 20.181 mensen in Dalsinghsarai, waarvan 53% mannelijk en 47% vrouwelijk is. De plaats heeft een alfabetiseringsgraad van 60%. 